# Casa Narcís Tarragó
La casa Narcís Tarragó, també coneguda com La Carboneria, és un edifici situat al xamfrá oriental dels carrers del Comte d'Urgell i de Floridablanca de Barcelona, catalogat com a bé amb elements d'interès (categoria C).

## Història
Va ser projectat el 1864 pel mestre d'obres Antoni Valls i Galí per a Narcís Tarragó Alexandri com un edifici a quatre vents, ja que per la part posterior donava al camí de ronda de les muralles, desaparegut en consolidar-se la trama del Pla Cerdà. Tanmateix, l'any següent Valls renuncià a la direcció de l'obra i fou substituït pel també mestre d'obres Josep Cros i Juliana, que devia ser el responsable dels canvis introduïts respecte al projecte original: la desaparició de l'ornamentació, la reducció del nombre de balcons al principal i del d'arcs a les façanes laterals.
La carboneria que li donà nom va tancar als anys 1950, i l'edifici va entrar en decadència, arribant a plantejar-se'n l'enderrocament. Entre 2008 i 2014 va ser un centre social autogestionat i el 2015, l'Ajuntament de Barcelona el va catalogar. Dos anys més tard, va ser adquirit per una immobiliària, que el va rehabilitar segons el projecte de l'arquitecte Ángel Borrego.

## Descripció

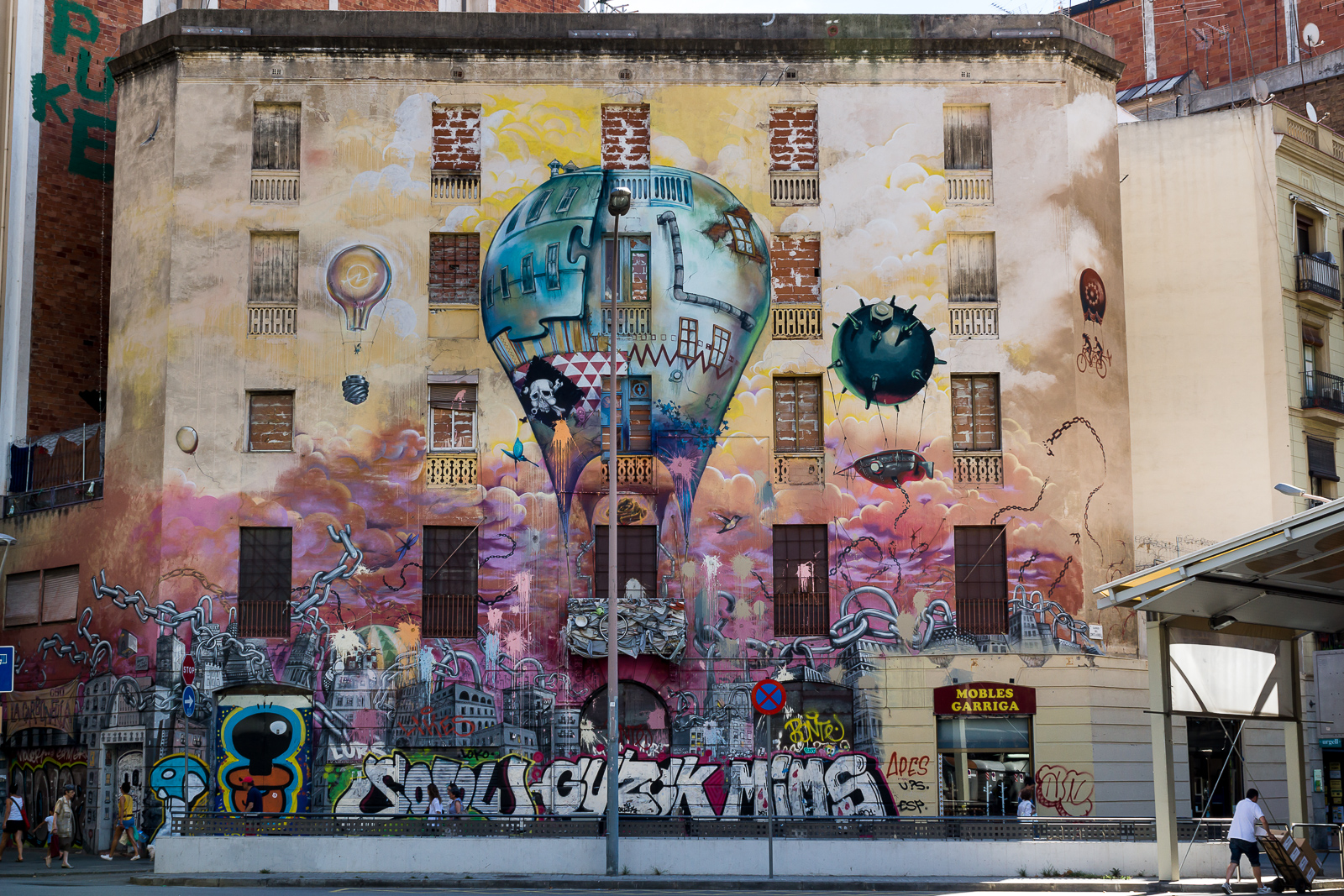
La Carboneria amb el mural realitzat durant l'okupació

De planta baixa i quatre pisos, la façana del xamfrà es configura en base a cinc eixos verticals de balcons ampitats, a excepció del balcó central del principal; les baranes d'aquesta planta són metàl·liques, mentre que les dels pisos superiors són de ceràmica calada. Les façanes laterals, unides a la principal per mur cecs, estan formades per tres eixos d'obertures a base d'arcs rebaixats, a l'igual que la façana posterior, amb cinc eixos.
La porta d'accés a l'escala de veïns, situada al centre del xamfrà, és d'arc de mig punt, mentre que les entrades als locals comercials són d'arc rebaixat. L'edifici està rematat per una cornisa, per sota de la qual hi ha els ulls circulars de la cambra de ventilació. El parament és d'estuc llis als pisos i d'especejament horitzontal als baixos.